# Ammerland (Münsing)
Ammerland ist ein Gemeindeteil von Münsing im oberbayerischen Landkreis Bad Tölz-Wolfratshausen.
Das Kirchdorf liegt mittig am Ostufer des Starnberger Sees, etwa zweieinhalb Kilometer westlich vom Hauptort Münsing, der über die Kreisstraße TÖL 1 erreicht werden kann. Entlang des Seeufers verläuft die Kreisstraße TÖL 2 durch den Ort.

## Geschichte
Der Name war ein Flurname und wurde im 12. Jahrhundert als Amerlant verschriftlicht. Ammer, noch in der frühen Neuzeit Amelkorn, ist ein abgekommenes Wort für Dinkel.

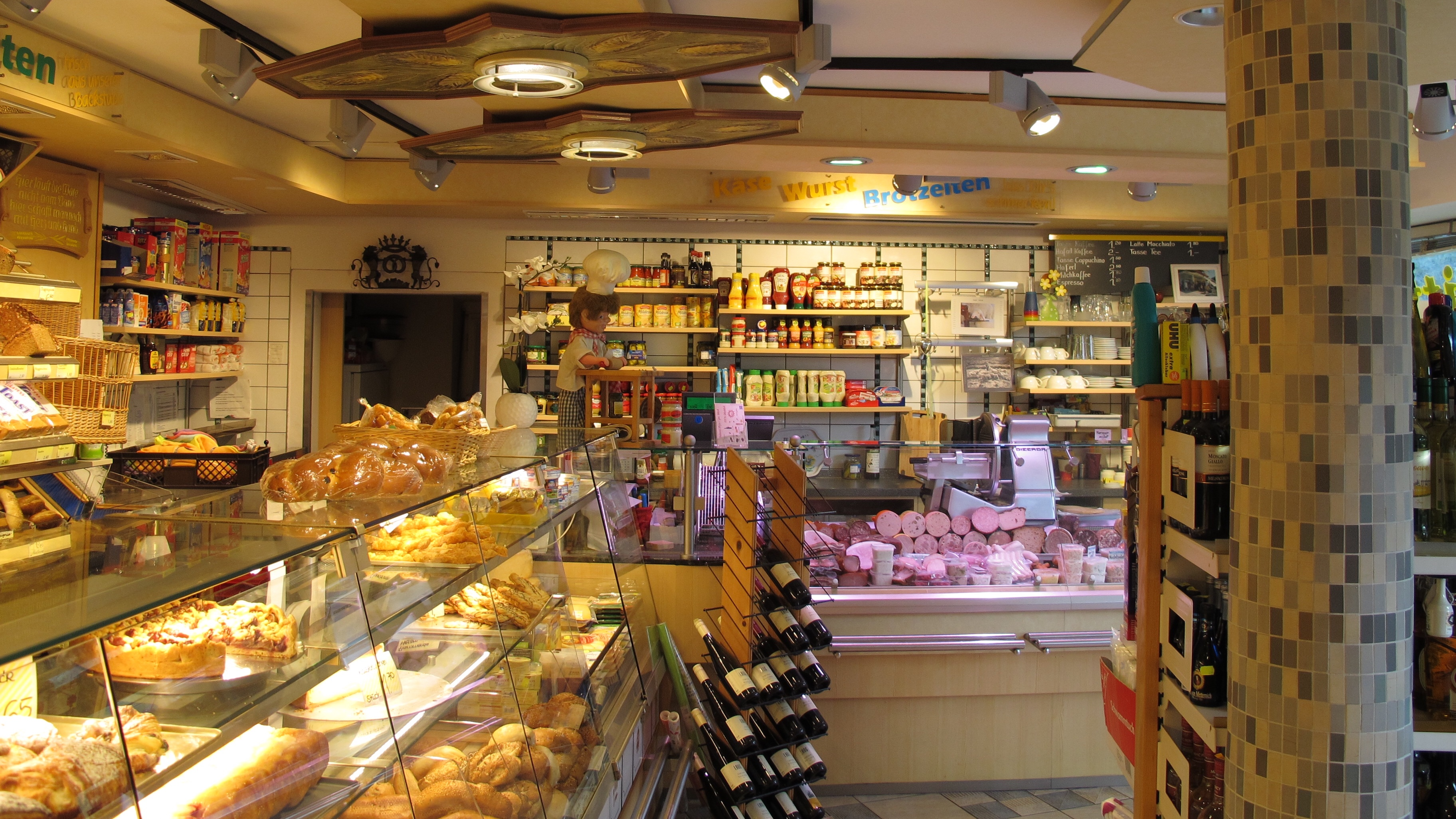
Bäckerei Graf

In der Bäckerei Graf werden Teile der Fernsehserie Hubert ohne Staller gedreht.

## Bauwerke

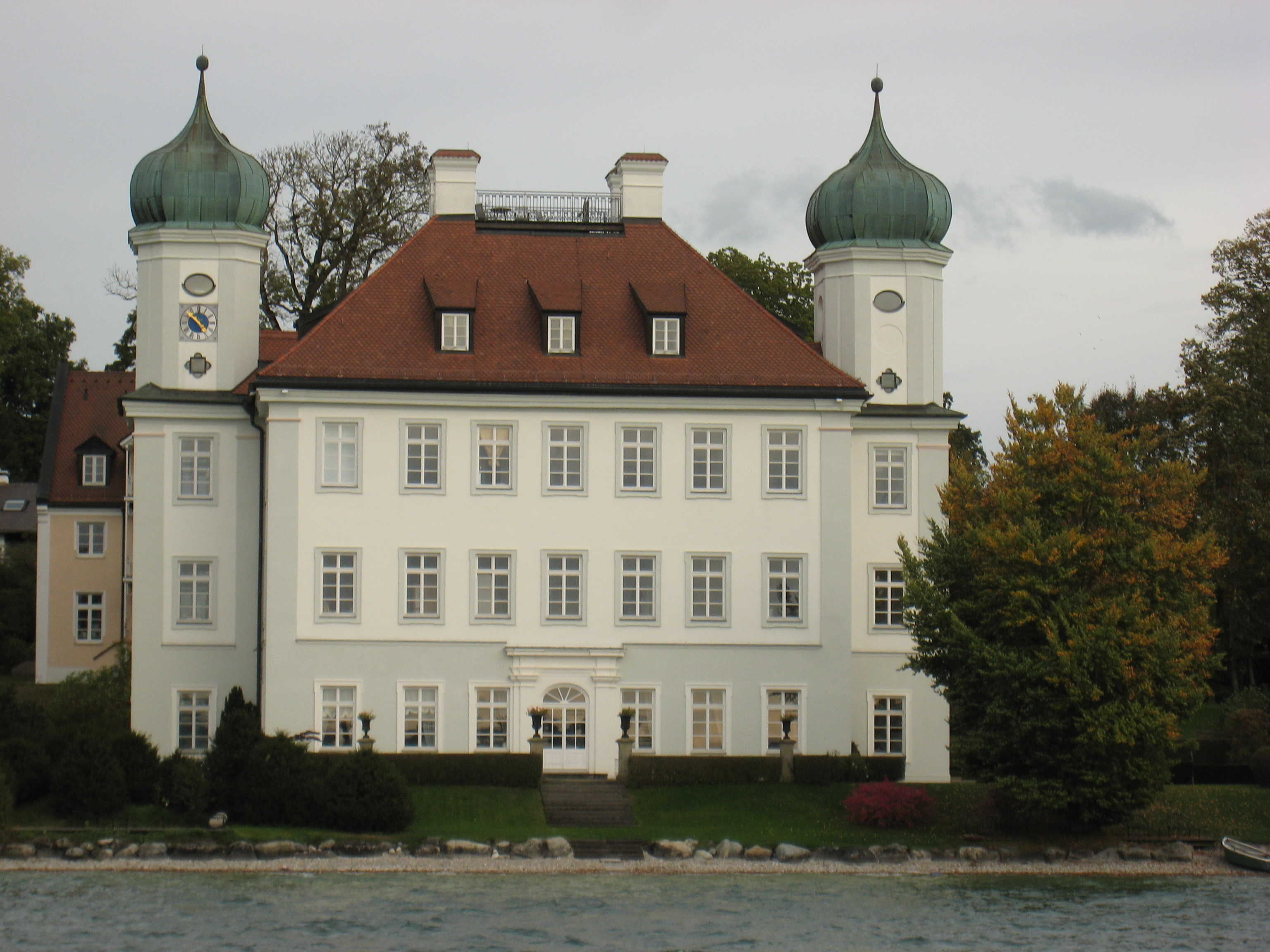
Schloss Ammerland

Die Kirche St. Peter ist eine Filialkirche der Pfarrei Mariä Himmelfahrt Münsing.

## Persönlichkeiten
- Franz Graf von Pocci (1807–1876), Besitzer von Schloss Ammerland
- Vicco von Bülow, bekannt unter seinem Künstlernamen Loriot (1923–2011), war ein deutscher Humorist, Karikaturist, Regisseur und Schauspieler und lebte von 1963 an bis zu seinem Tod in Ammerland
- Christian Tramitz (* 1955), wohnt in Ammerland
- Paul Sedlmeir (* 1981), ist in Ammerland aufgewachsen